# Präsidentschaftswahl in den Vereinigten Staaten 1980
Die 49. Wahl des Präsidenten der Vereinigten Staaten von Amerika fand am 4. November 1980 statt. Sie zeichnete sich durch den Wettkampf zwischen dem demokratischen Präsidenten Jimmy Carter und seinem republikanischen Gegenspieler Ronald Reagan aus. Aufgrund der stagnierenden Wirtschaft und einer sich verschlimmernden außenpolitischen Situation, die vor allem im Mittleren Osten durch die Geiselnahme von Amerikanern im Iran und den sowjetischen Einmarsch in Afghanistan geprägt war, war Carter sehr unpopulär.
Reagan, der charismatische frühere Gouverneur von Kalifornien, konnte diese Situation ausnutzen und gewann deutlich gegen Carter. Der Wahlausgang markierte den Beginn der Reagan-Revolution.

## Kandidaten

### Demokraten

Jimmy Carter

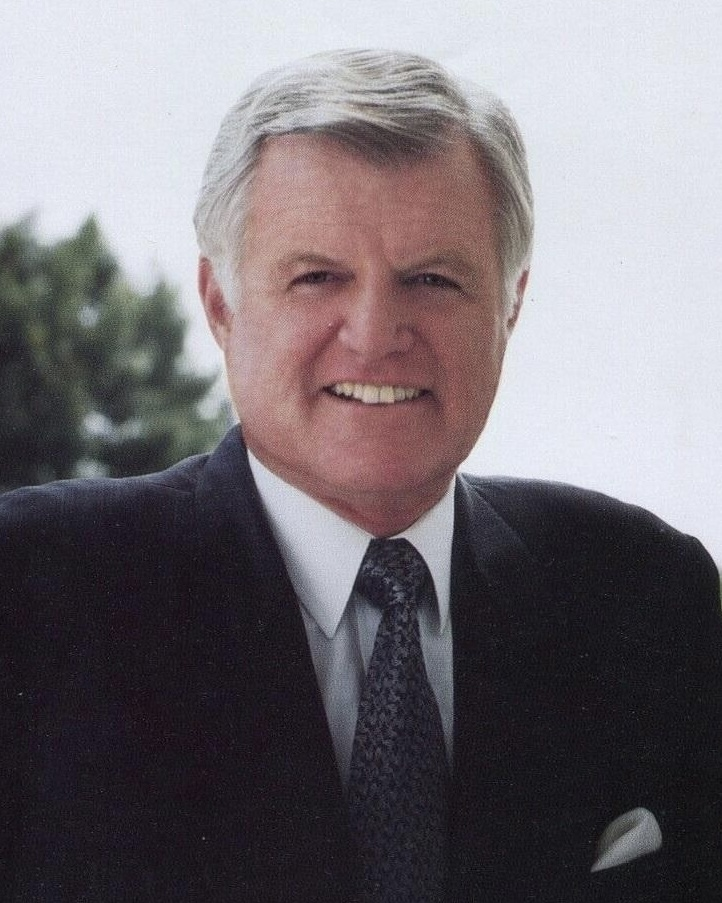
Edward Kennedy

- Jerry Brown, Gouverneur von Kalifornien
- Jimmy Carter, Präsident der Vereinigten Staaten
- Cliff Finch, ehemaliger Gouverneur von Mississippi
- Edward Kennedy, US-Senator aus Massachusetts

Edward Kennedy, ein Bruder John F. Kennedys, forderte Carter in den Primaries heraus. Kennedy hatte in der Öffentlichkeit mehr Ausstrahlung als Carter. Seine Kampagne war allerdings schlechter organisiert; er war zudem immer noch durch den ungeklärten Autounfall bei Chappaquiddick Island 1969 belastet, bei dem seine Sekretärin ertrunken war. Die Parteisolidarität während der Geiselnahme im Iran gab Carter fürs Erste einen Vorsprung. Jerry Brown, der lediglich die Vorwahl in Michigan gewonnen hatte, gab auf. Kennedy schaffte im späteren Verlauf der Primaries ein Comeback.
Kennedy gab im August 1980 auf der National Convention in New York City seine Kandidatur auf und hielt eine Rede, in der er für mehr Liberalität innerhalb der Partei warb.
Der Parteitag ergab folgendes Ergebnis:
- Jimmy Carter: 2123
- Ted Kennedy: 1150
- William Proxmire: 10
- Koryne Kaneski Horbal: 5
- Scott M. Matheson: 5
- Ron Dellums: 3

12 weitere Kandidaten, die jeweils eine oder zwei Stimmen bekamen: 18
Die Nominierung des Vizepräsidentschaftskandidaten wurde nicht im klassischen Sinne vorgenommen, weil die Kennedy-Unterstützer entschieden, ihre Stimmen, so weit es ging, ins Kandidatenfeld zu streuen, und man so drei Versuche brauchte, um die erste Wahl auch nur annähernd abzuschließen. Der amtierende Vizepräsident Walter Mondale wurde letztlich per Akklamation nominiert, um den Parteitag zeitlich im Rahmen halten zu können.

### Republikaner

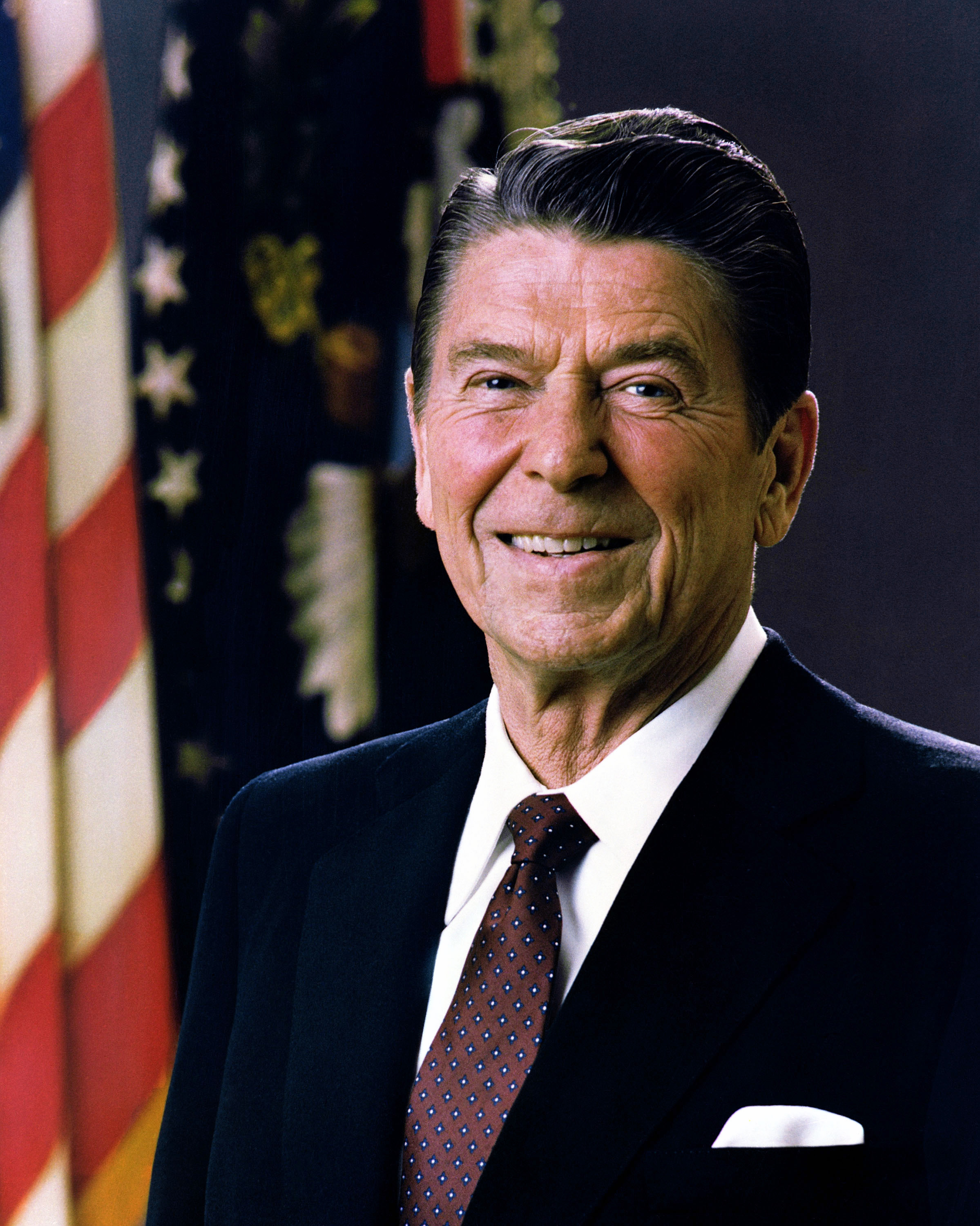
Ronald Reagan

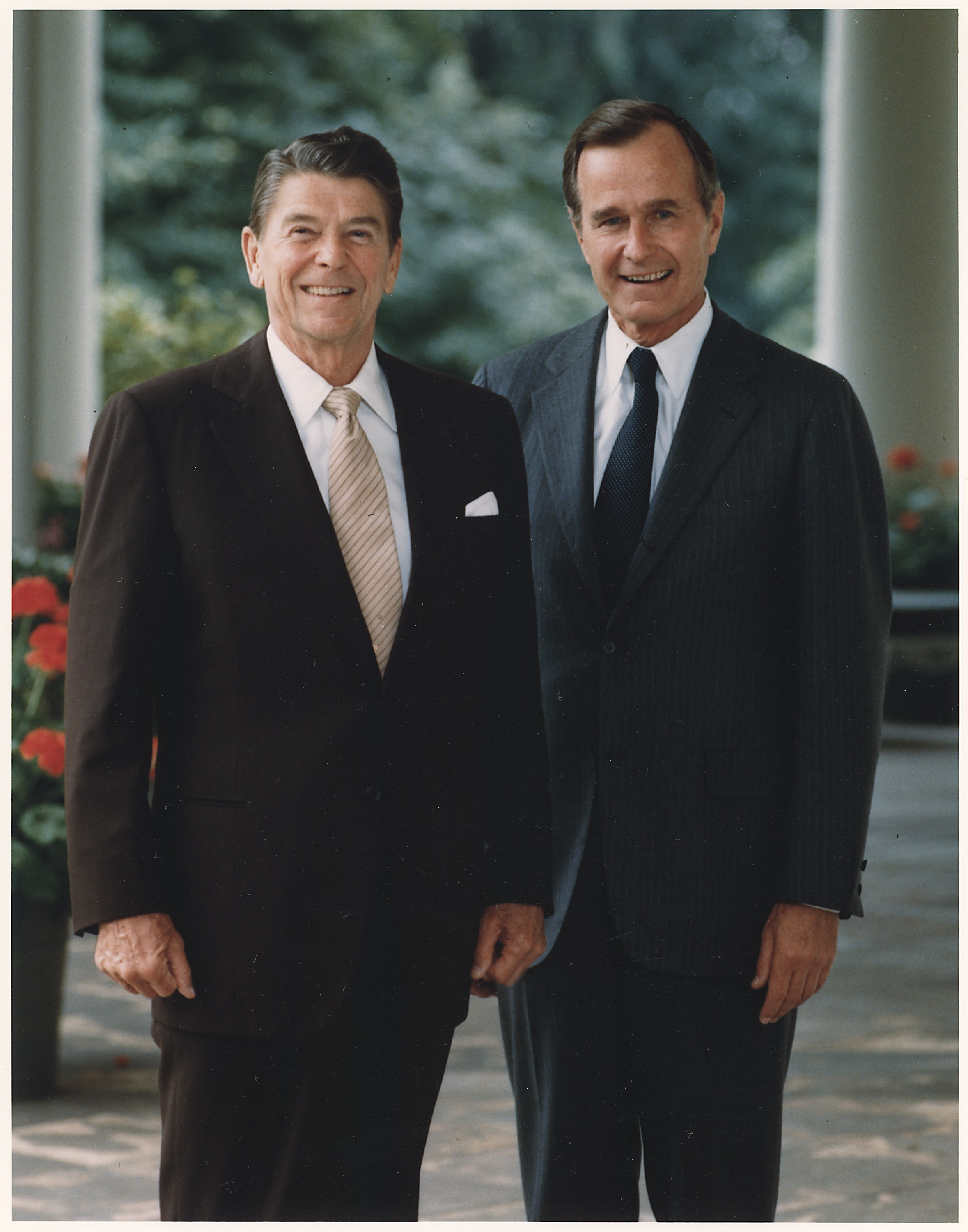
Ronald Reagan und George Bush

Die republikanischen Kandidaten für das Amt des Präsidenten waren:
- John B. Anderson, Abgeordneter aus Illinois
- Howard Baker, Senator aus Tennessee und Minderheitsführer im Senat
- George Bush, früherer Direktor der CIA und Ex-Vorsitzender des Republican National Committee
- John Connally, früherer Gouverneur von Texas, ehemaliger Marine- und Finanzminister
- Phil Crane, Abgeordneter aus Illinois
- Bob Dole, Senator aus Kansas und der Kandidat für die Vizepräsidentschaft 1976
- Ronald Reagan, früherer Gouverneur von Kalifornien

Zu Beginn des Wahlkampfes galt Ronald Reagan als Favorit, schon allein aufgrund seines starken Auftretens im Präsidentschaftswahlkampf 1976, wo er dem damaligen Präsidenten Ford die Kandidatur ernsthaft streitig gemacht hatte. Aus den ersten Debatten ging der liberalere ehemalige CIA-Direktor George Bush als schärfster Konkurrent hervor. Er stritt sich mit Reagan vor allem über wirtschaftspolitische Fragen.
Reagan war ein Anhänger einer angebotsorientierten Wirtschaftspolitik. Kernpunkte dieser Politik waren die Forderung, die Steuerlast und die hohen Staatsausgaben zu reduzieren, die den Wohlfahrtsstaat seit den Zeiten der New-Deal- und Great-Society-Reformen belasteten. Die Lösung, so meinten sie, liege darin, dass wirtschaftliche Entscheidungen nicht mehr von staatlicher Seite, sondern individuell getroffen würden. Reagan versprach eine wirtschaftliche Erholung, die alle Bevölkerungsschichten betreffen sollte. Da Steuersenkungen die Staatseinnahmen reduzieren würden, wäre es notwendig, den Staatsapparat zu verschlanken. Andernfalls würden große Bundesdefizite die Effekte einer Steuersenkung zunichtemachen, da der Staat dann Schulden aufnehmen müsste und damit die Zinssätze nach oben gehen würden und wiederum weniger Kapital für Investitionen zur Verfügung stünde. Reagan versprach eine drastische Verschlankung des Staatsapparates und behauptete, es werde erstmals seit 1969 wieder einen ausgeglichenen Haushalt geben. In den Primaries nannte Bush Reagans Wirtschaftspolitik „voodoo economics“. Dieser Neologismus wurde recht bekannt.
Bush gewann den ersten Caucus in Iowa, wo Reagan jedoch kaum Wahlkampf geführt hatte, und glaubte dadurch die Gunst der Stunde („The Big Mo“ – „Mo“ als Abkürzung für „Momentum“) auf seiner Seite. Vor den nächsten Vorwahlen gewann Reagan jedoch stark an Popularität, als er bei einer TV-Diskussion den Moderator, der ihm das Wort entziehen wollte, mit dem Hinweis zurückwies, er habe „für dieses Mikrophon gezahlt“. Er siegte dann sehr deutlich in der New Hampshire Primary, was die meisten anderen Kandidaten zur Aufgabe veranlasste. Anderson gab in den Primaries auf, trat aber als unabhängiger Kandidat an. Reagan gewann die meisten der darauffolgenden Caucuses und Primaries und sicherte sich damit die republikanische Nominierung. Er sprach ursprünglich mit Gerald Ford über die Möglichkeit seiner Vizepräsidentschaft; als der komplexe Plan nicht durchzusetzen war – Ford bestand darauf, Henry Kissinger und Alan Greenspan Kabinettsposten anzubieten, und deutete sogar eine mögliche „Co-Präsidentschaft“ an –, wählte er Bush zu seinem Vizepräsidentschaftskandidaten (engl. Running Mate). Die Convention fand am 15. Juli 1980 in Detroit, Michigan statt.
Die Ergebnisse des Parteitags waren wie folgt:
- Präsidentschaftskandidat
  - Ronald Reagan: 1939
  - John B. Anderson: 37
  - George Bush: 13
  - Anne Armstrong: 1

- Vizepräsidentschaftskandidat
  - George Bush: 1832
  - Jesse Helms: 54
  - Jack Kemp: 42
  - Phil Crane: 23

Einige andere wurden im weiteren Feld der Wahl gelistet.
Bush wurde damit Reagans Running Mate.

### Sonstige
Der liberale Republikaner John B. Anderson bewarb sich, nachdem er auf der republikanischen Convention unterlegen war, als unabhängiger Kandidat. Die Libertarian Party nominierte Ed Clark als Präsidentschafts- und David H. Koch als Vizepräsidentschaftskandidaten.
Barry Commoner, der sich selbst als Öko-Sozialisten beschrieb, kandidierte für die unbedeutende Citizens Party, die von 1979 bis 1987 fast ausschließlich in Washington, D.C. bestand. Commoner war zwar Gründer der Partei, aber nicht Parteimitglied.
Weitere Kandidaten waren David McReynolds (Sozialistische Partei), Gus Hall (Kommunistische Partei), John Rarick (American Independent Party) und Ellen McCormack (Right to Life Party).

## Wahlkampf

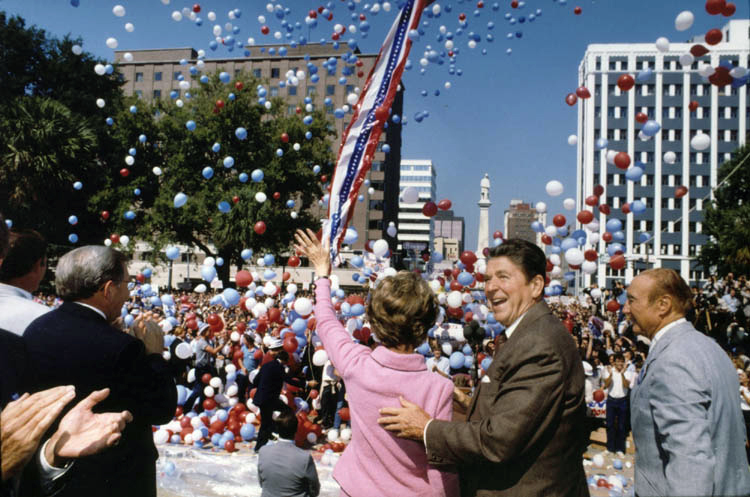
Reagan bei einem Wahlkampfauftritt in South Carolina, Oktober 1980

Zu den Hauptthemen im Wahlkampf gehörten die schleppende Wirtschaft, Inflation, die Energiekrise und Carters Unfähigkeit, die amerikanischen Geiseln im Iran zu befreien. Reagan, der versprach, die Steuern zu reduzieren und mehr Geld für die Verteidigung der Vereinigten Staaten auszugeben, überholte Carter im Laufe des Wahlkampfes in den Umfragen. Einen starken Eindruck hinterließ am Ende der zweiten TV-Debatte seine Aufforderung an die Zuschauer, sich zu fragen, ob es ihnen besser oder schlechter als vor vier Jahren gehe. Carter hingegen wurde zur Zielscheibe weit verbreiteten Spotts, als er erklärte, sich über Fragen der nuklearen Abrüstung erst vor kurzem mit seiner – minderjährigen – Tochter Amy unterhalten zu haben.

## Ergebnis
Die Wahl fand am 4. November 1980 statt.
| Kandidat         | Partei | Partei            | Stimmen    | Stimmen | Wahlmänner |
| Kandidat         | Partei | Partei            | Anzahl     | Prozent | Wahlmänner |
| ---------------- | ------ | ----------------- | ---------- | ------- | ---------- |
| Ronald Reagan    |        | Republikaner      | 43.903.230 | 50,7 %  | 489        |
| Jimmy Carter     |        | Demokrat          | 35.480.115 | 41,0 %  | 49         |
| John B. Anderson |        | Unabhängiger      | 5.719.850  | 6,6 %   | —          |
| Ed Clark         |        | Libertarian Party | 921.128    | 1,1 %   | —          |
| Barry Commoner   |        | Citizens Party    | 233.052    | 0,3 %   | —          |
| Andere           | Andere | Andere            | 252.303    | 0,3 %   | —          |
| Gesamt           | Gesamt | Gesamt            | 86.509.678 | 100 %   | 538        |

270 Stimmen der Wahlmänner waren für die Wahl zum Präsidenten notwendig.
Reagan schlug Carter mit einem Vorsprung von 9,7 Prozentpunkten im Popular Vote. Zum ersten Mal nach 25 Jahren erhielten die Republikaner auch eine Mehrheit im US-Senat. Auch im Repräsentantenhaus verbuchten sie deutliche Zugewinne, für eine Mehrheit reichte es jedoch nicht. Nach Wahlmännerstimmen konnte Reagan einen Erdrutschsieg einfahren: 489 Stimmen (Stimmenmehrheit in 44 Staaten) standen 49 (sechs Staaten und der District of Columbia) für Carter gegenüber.
Anderson erhielt mehr als 5,7 Millionen Stimmen, aber keinen Wahlmann im Electoral College.